# Bitwa o Bir Hakeim

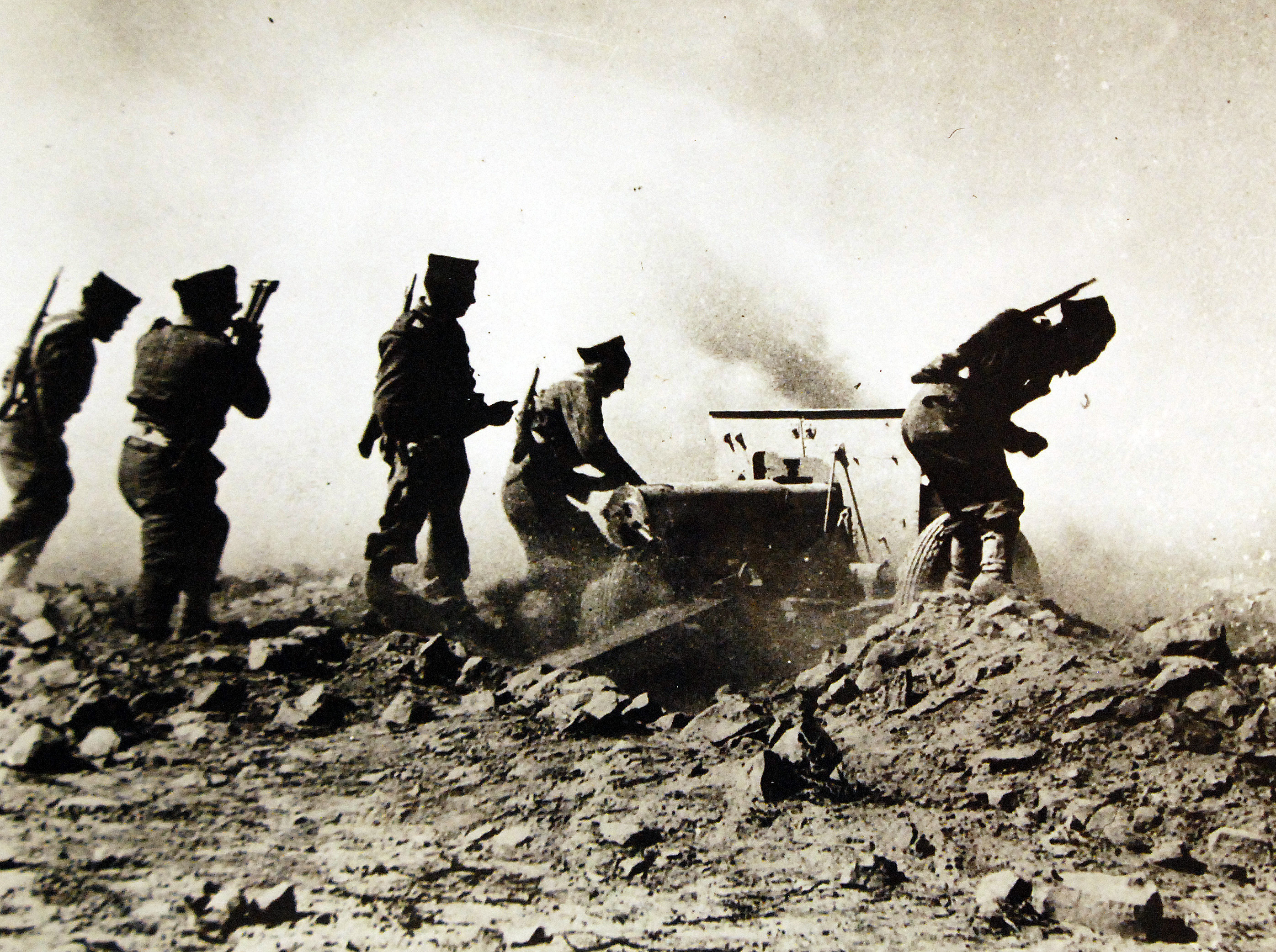
Francuska armata polowa wz. 97 kal. 75 mm prowadzi ogień w czasie bitwy o Bir Hakeim

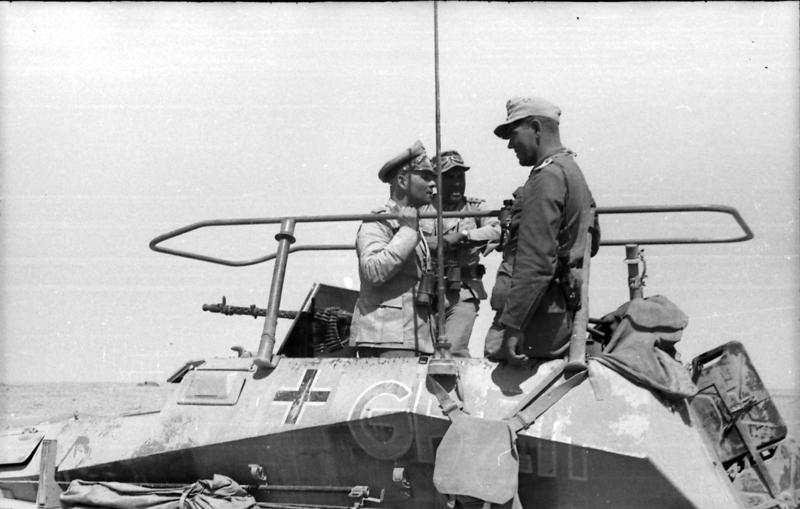
Gen. Erwin Rommel i gen. Fritz Bayerlein pod Bir Hakeim

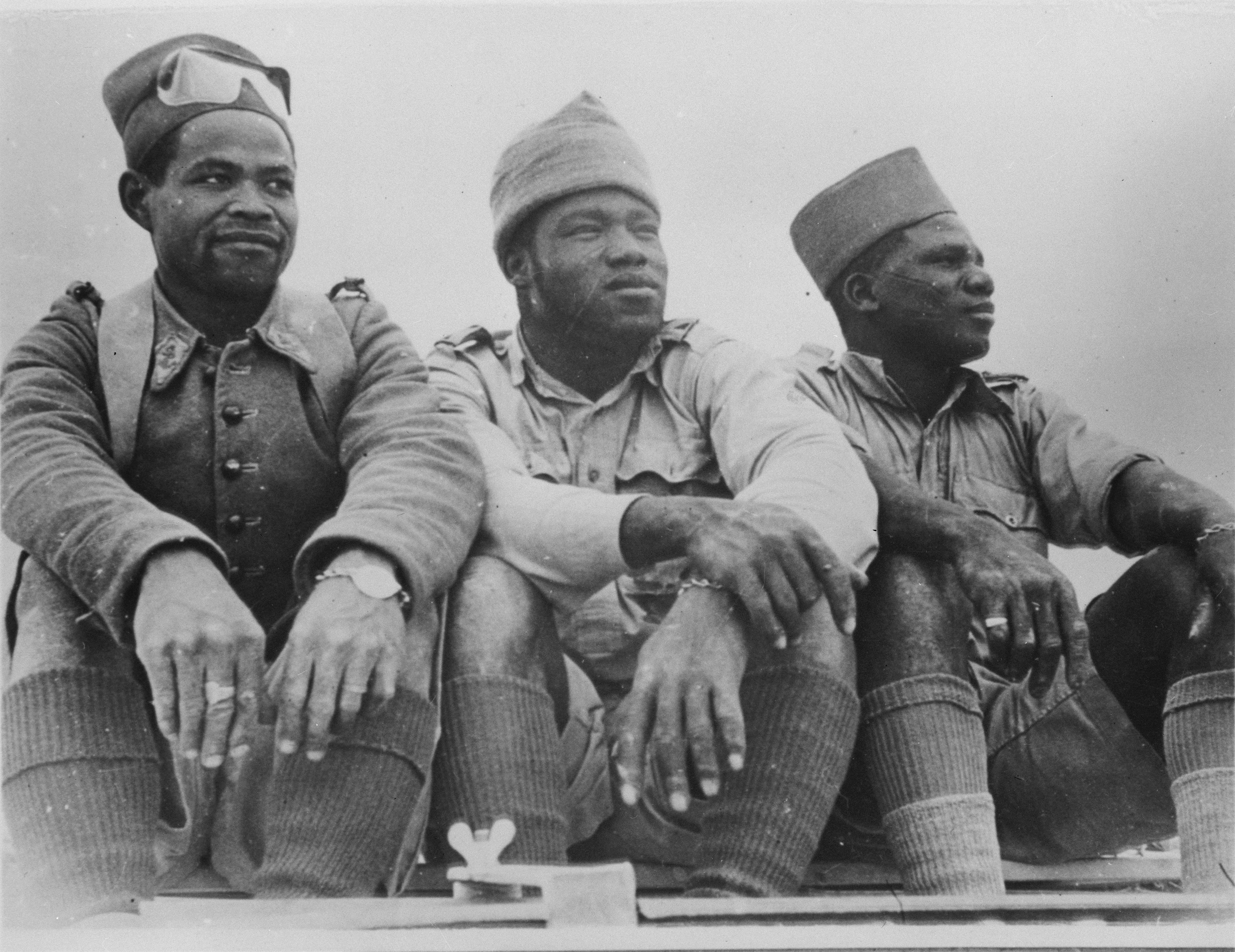
Żołnierze Francuskiej Armii Kolonialnej z Senegalu walczący pod Bir Hakeim

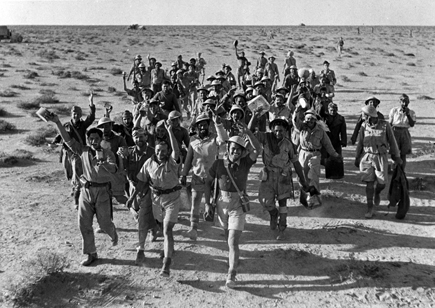
Odejście Francuzów spod Bir Hakeim

Bitwa o Bir Hakeim – bitwa stoczona podczas kampanii afrykańskiej II wojny światowej w dniach 26 maja – 11 czerwca 1942 roku pomiędzy siłami państw Osi a broniącą się w forcie Bir Hakeim na Pustyni Libijskiej 1 Brygadą Wolnych Francuzów.
Dzięki wytrwałej obronie Francuzów niemiecka ofensywa została opóźniona, a brytyjska 8 Armia zyskała czas potrzebny na przegrupowanie, co pozwoliło jej zatrzymać siły Osi w pierwszej bitwie pod El Alamein.

## Tło sytuacyjne
Na początku 1942 roku, po przegranej w Cyrenajce, brytyjska 8 Armia została zmuszona do odwrotu. Nie mogła stawić czoła wojskom Osi zdążającym w stronę ważnego taktycznie i strategicznie Tobruku.
Przygotowując uderzenie, gen. Erwin Rommel miał do dyspozycji kilka źródeł wywiadowczych. Abwehra zdołała złamać brytyjski szyfr dyplomatyczny i była zdolna odczytywać depesze do placówek amerykańskich w regionie. Udało się również umieścić w Kairze szpiega Johannesa Epplera oraz prowadzić nasłuch radiowy łączności armii brytyjskiej. Rommel miał 90 tys. ludzi i 575 czołgów, podczas gdy Brytyjczycy dysponowali 100 tys. żołnierzy i 994 czołgami, ale inicjatywa była w ręku tego pierwszego, a żołnierze Afrika Korps mieli doświadczenie w walkach pustynnych. Poza tym niemiecki sprzęt, choć w niewielkiej liczbie, był znacznie lepszy od brytyjskiego. Plan Rommla zakładał marsz na południe, obejście lewego skrzydła wojsk alianckich i po zawróceniu na tyłach wroga w kierunku północnym, uderzenie na 8 Armię gen. Neila Ritchiego z zamiarem przecięcia jej na pół. 26 maja Rommel zaatakował z nadzieją na szybkie dotarcie do stolicy Egiptu.
Lewe skrzydło wojsk Osi przypuściło frontalny atak na Gazalę, położoną na samym brzegu Morza Śródziemnego kilkadziesiąt kilometrów przed Tobrukiem, z zamiarem zepchnięcia w tył większości sił brytyjskich. W tym samym czasie na południe, wzdłuż linii frontu, ruszyło pięć najlepszych dywizji Rommla: niemiecka 15 Dywizja Pancerna, 21 Dywizja Pancerna i 90 Dywizja Piechoty Lekkiej oraz włoska 132 Dywizja Pancerna „Ariete” i 101 Dywizja Zmotoryzowana „Trieste”, z zamiarem obejścia linii frontu (której ostatnim bastionem na południu był fort Bir Hakeim) i wzięcia w kleszcze sił brytyjskich. Lis Pustyni miał nadzieję, że ten manewr pozwoli mu na szybkie zdobycie Tobruku i niepowstrzymany marsz na Egipt. Gen. Ritchie, dowódca 8 Armii brytyjskiej, był przekonany, że główny atak niemiecki pójdzie na Tobruk, w związku z czym rozmieścił przeważającą część swoich sił – cztery dywizje i dwie brygady – naprzeciw dwóch dywizji włoskich. W ten sposób tylko dwie dywizje i trzy brygady (w tym francuska w Bir Hakeim) osłaniały jego lewą flankę.

## Bitwa
Rommel zdecydował się na zajęcie Bir Hakeim, którą Niemcy określali jako cierń w boku (niem. Dorn im Flaische). Informator Johannes Eppler działający na terenie Kairu przekazał Rommlowi, że do twierdzy dotarł brytyjski konwój 50 ciężarówek z zaopatrzeniem, które było bardzo potrzebne Niemcom i Włochom.
Szturm rozpoczął się 2 czerwca. Początkowo wysłano do walki dość silną niemiecką grupę szturmową Woltz z zachodu i włoską dywizję „Ariete” ze wschodu. 
Dowódcy wojsk Osi uważali, że obrońcy Bir Hakeim poddadzą się w ciągu kilku dni. Okazało się jednak, że ich opór był wyjątkowo zaciekły. Z pomocą Francuzom przyszły samoloty RAF-u. Zostało zniszczonych 76 z nich, przy stratach 58 maszyn Luftwaffe. Bombowce nurkujące Ju 87 Stuka bombardowały twierdzę przez długi czas, ale ze znacznie mniejszymi sukcesami, niż to bywało w początkowym okresie wojny.
5 czerwca, po udanych szturmach na wschód od Bir Hakeim (m.in. zajęcie dwóch punktów oporu na linii Gazali - Knightsbridge i Sidi Muftag), Erwin Rommel chciał dać szansę obrońcom. Zaproponował Kœnigowi kapitulację i zapewnił dobre warunki niewoli. Francuzi odrzucili jednak propozycję. Rommel odebrał to jak obrazę. W bitwie wielokrotnie wyróżnił się batalion palestyńskich żydowskich saperów walczących w składzie francuskiej dywizji, którym Kœnig pozwolił używać własnej flagi z Gwiazdą Dawida, wbrew brytyjskim przepisom wojskowym.
8 czerwca do bitwy weszła Kamfgruppe Khiel. Jednego dnia straciła 6 z 11 swoich czołgów. Rankiem 10 czerwca przyłączył się do walki 115 Pułk grenadierów pancernych. W czasie nocnego wypadku za linie wroga wziął on do niewoli jeńca, który wyjawił, że obrońcy twierdzy chcą podjąć próbę wydostania się z okrążenia.
11 czerwca przesunięto większe siły do spodziewanego sektora przebicia się Francuzów. Znalazło się tam m.in. 6 nowych karabinów maszynowych MG 42. Francuzi przypuścili atak tak nagły i zaciekły, ze Niemcy nie zdołali wszystkich powstrzymać. Wydostali się, wraz z głównodowodzącym Kœnigiem.

## Taktyka
Pozycje obronne Francuzów były skomplikowanym, wielokilometrowym systemem okopów, z ustawionymi w krytycznych punktach gniazdami karabinów maszynowych i broni przeciwpancernej. Został zbudowany na bazie pozostałości tureckiego fortu. Jego ruiny umiejętnie wykorzystano jako teren idealnie sprzyjający obronie. Bir Hakeiem był otoczony wysokimi zasiekami z drutu kolczastego i polami minowymi.
Największym problemem Francuzów w tej bitwie była zła sytuacja zaopatrzeniowa. Fort był okrążony, a więc amunicja, pokarm ani woda nie mogły doń dotrzeć. O ile z pierwszym z wymienionych czynników nie było większych problemów, o tyle pokarmu i wody było zbyt mało, aby fort mógł utrzymać się długo. Pod koniec bitwy kilku żołnierzy zmarło z pragnienia.
Niemcy i Włosi zajmowali znacznie gorsze pozycje. Stali na pustyni, na której znajdowało się niewiele wydm czy innych osłon. Mogli jedynie okopać się workami z piaskiem. Natomiast ich sytuacja zaopatrzeniowa po odbyciu Tobruku była znośna. Straty były stale nadrabiane regularnie nadchodzącymi posiłkami.

## Następstwa
Bitwa o Bir Hakeim pokazała, że nawet znaczna przewaga atakujących sił nie może im zapewnić zwycięstwa w natarciu na dobrze ufortyfikowaną pozycję. Rommel zdobył twierdzę, lecz jego zwycięstwo było tylko cząstkowe. Stracił czas, poniósł ogromne straty i – co najważniejsze – nie zapobiegł przełamaniu okrążenia i nie wziął do niewoli Kœniga.
Niedługo po bitwie o Bir Hakeim cała Libia została zajęta przez państwa Osi. Także Tobruk znalazł się w rękach Rommla. Wkrótce stało się tak także z połową Egiptu. Utrata Kairu i Kanału Sueskiego przez Brytyjczyków była bardzo prawdopodobna. Jednak dzięki wytrwałości obrońców Bir Hakeim brytyjska 8 Armia zyskała czas na przegrupowanie i uzupełnienie strat. Jak się okazało pod El-Alamein, było to kluczem w pokonaniu Afrika Korps. Spektakularne i poniżające dla wojsk Osi brytyjskie zwycięstwo w II Bitwie pod El Alamein przysłoniło jednak zasługi Francuzów w Bir Hakeim.
Winston Churchill ocenił hańbiącą utratę Libii tymi słowami: 

Utrata Libii to wielka kompromitacja dla Wielkiej Brytanii, ale dzięki bohaterom w Bir Hakeim 8 Armia dostała czas na przegrupowanie i kiedyś zniszczy agresorów

Natomiast Erwin Rommel opisywał w swoim pamiętniku bitwę o Bir Hakeim w następujący sposób: 

Rzadko widziałem tak twardy opór na tym afrykańskim placu boju

## Kultura masowa
Bitwa o Bir Hakeim została przedstawiona w grze komputerowej Codename: Panzers - Faza druga (w przedostatniej misji kampanii Osi), w której twierdza zostaje zdobyta przez fikcyjnych oficerów Hansa von Gröbla i Daria de Angelisa.